# Porpax risi
Porpax risi là một loài chuồn chuồn ngô thuộc họ Libellulidae. Nó được tìm thấy ở Angola, Malawi, Mozambique, Zambia, và Zimbabwe. Các môi trường sống tự nhiên của chúng là đầm lầy và đầm nước ngọt có nước theo mùa.